# Verner Gaard
Verner Gaard (Odense, 29 de julio de 1945 - 9 de diciembre de 2006) fue un jugador de balonmano danés. Fue un componente de la Selección de balonmano de Dinamarca con la que jugó 110 partidos.
Con la selección logró la medalla de plata en el Campeonato Mundial de Balonmano Masculino de 1967. Jugó en los equipos daneses del Odense KFUM y el HG Handball. Con este último club logró cinco ligas. Murió en 2006 debido a un cáncer.

## Palmarés
- Liga danesa de balonmano (5): 1966, 1967, 1968, 1969, 1970

## Clubes
- Odense KFUM
- HG Handball